# St. Johann Baptist (Niedermerz)

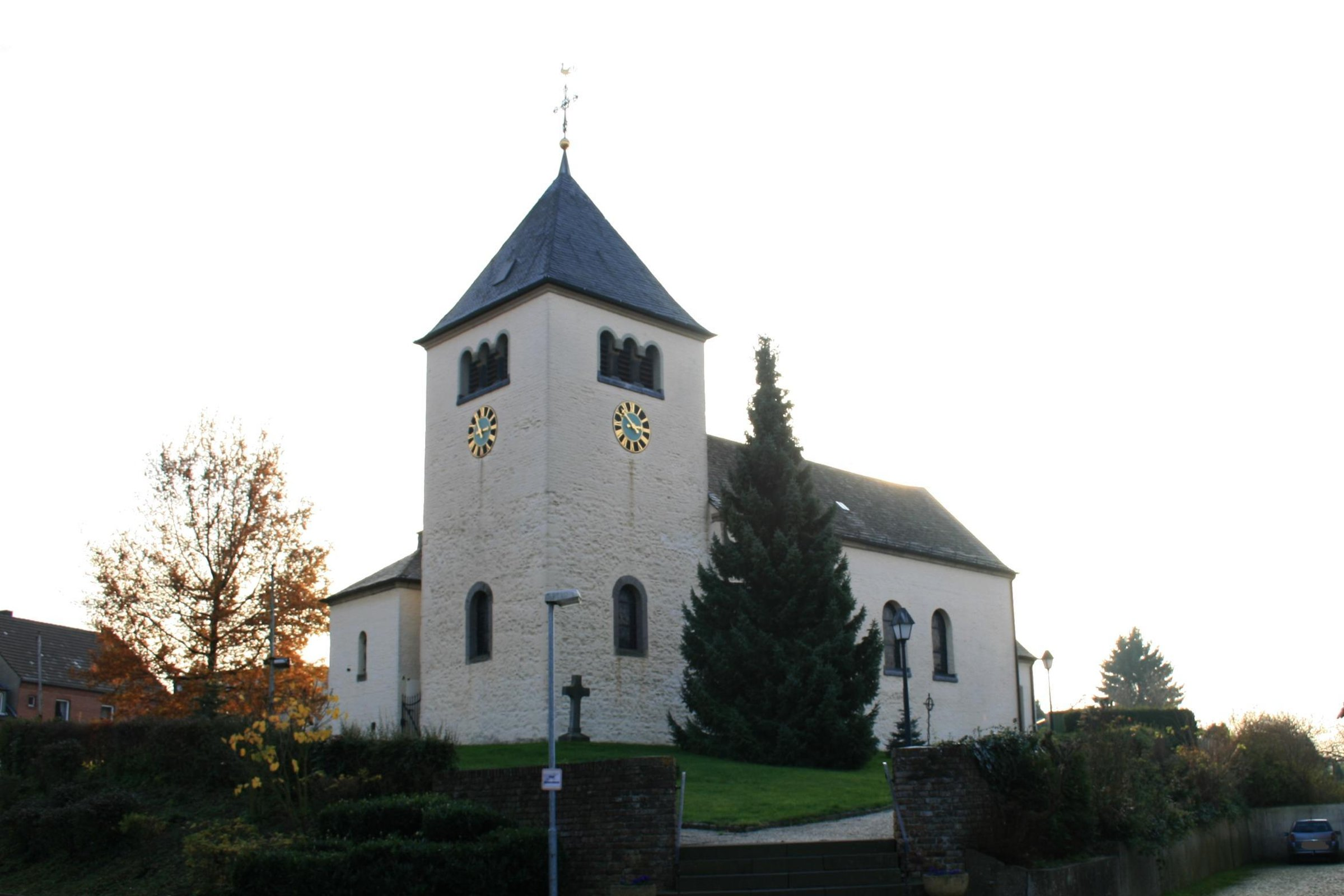
St. Johann Baptist in Niedermerz

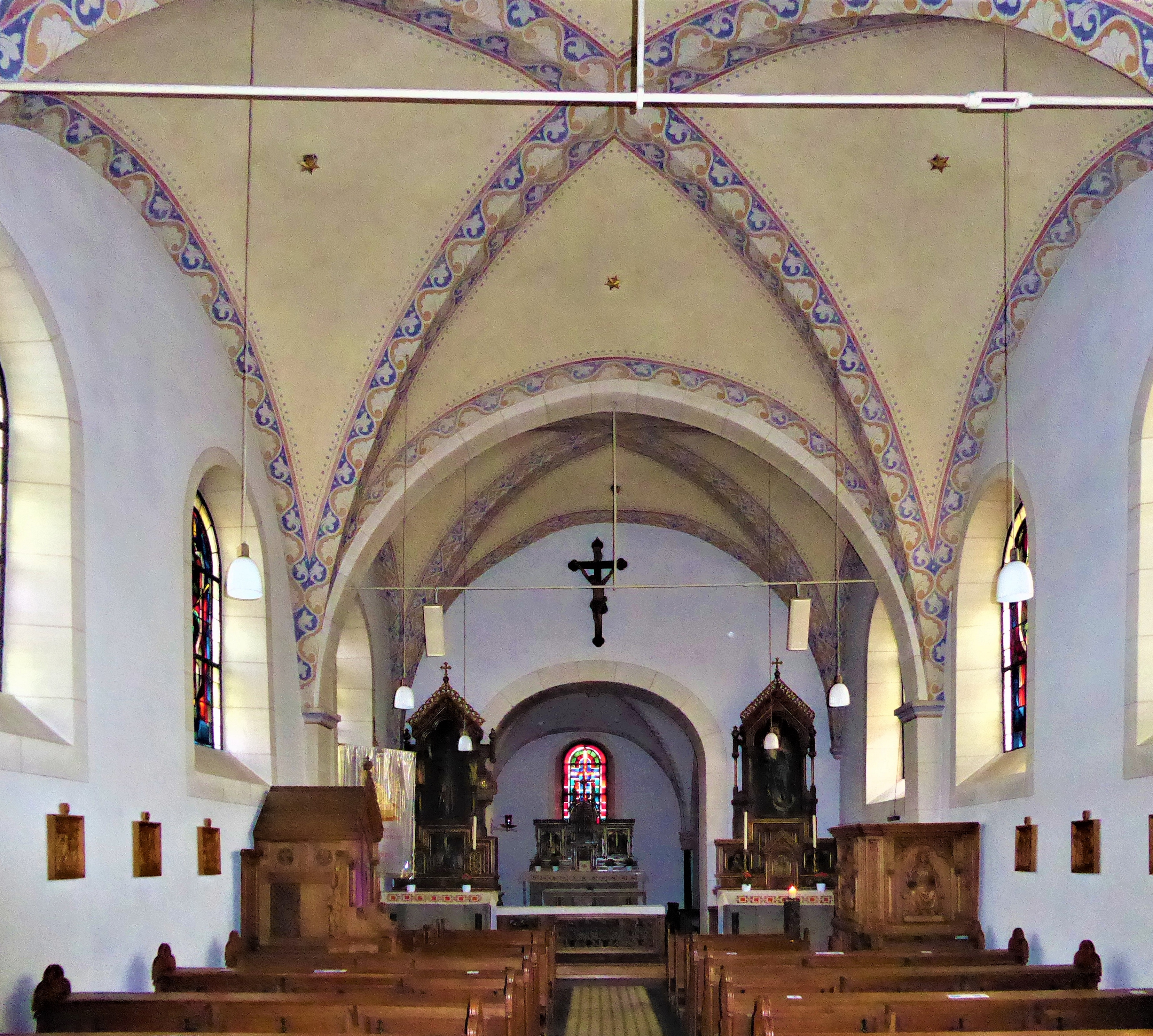
Blick in das Kirchenschiff

St. Johann Baptist ist eine römisch-katholische Pfarrkirche in Niedermerz, Gemeinde Aldenhoven im Kreis Düren in Nordrhein-Westfalen. Das Gotteshaus ist dem Patrozinium Johannes des Täufers unterstellt und unter Nummer 18 in die Liste der Baudenkmäler in Aldenhoven eingetragen. Zur Pfarre gehört auch der Weiler Langweiler.

## Geschichte
Bereits im 12. Jahrhundert gab es eine kleine Kirche in Niedermerz. Von dieser ist noch der romanische Glockenturm erhalten, welcher sich im Osten als Chorturm befindet. Im Jahr 1742 wurde die kleine Kirche nach Westen hin verlängert und der Turm erhielt seine heutige Gestalt. 1898 erhielt das Kirchenschiff ein Gewölbe sowie eine Sakristei nach Plänen von Heinrich Bong, Köln. In den Jahren 1953 bis 1974 wurde die Kirche in mehreren Abschnitten renoviert. Die Bauleitung hatte Architekt Werner Finkeldei aus Linnich.
Pfarrlich gehörte Niedermerz seit Jahrhunderten zur Pfarre St. Laurentius Laurenzberg. Erst mit der Umorganisierung der kirchlichen Strukturen während der Franzosenzeit wurde Niedermerz 1804 von Laurenzberg abgetrennt und zur selbstständigen Pfarrei erhoben. Jedoch dauerte die Eigenständigkeit nicht lange an und 1808 wurde die Pfarre bereits wieder aufgelöst und als Filialgemeinde wieder Laurenzberg zugeschlagen. 1828 beantragten die Bewohner Niedermerz wieder zur Pfarrei zu erheben, was schließlich am 20. Oktober 1836 geschah.

## Baubeschreibung
St. Johannes Baptist ist eine barocke Saalkirche in zwei Jochen mit einem romanischen Chorturm des 12. Jahrhunderts. Das Innere wird von Kreuzrippengewölben überspannt.

## Ausstattung

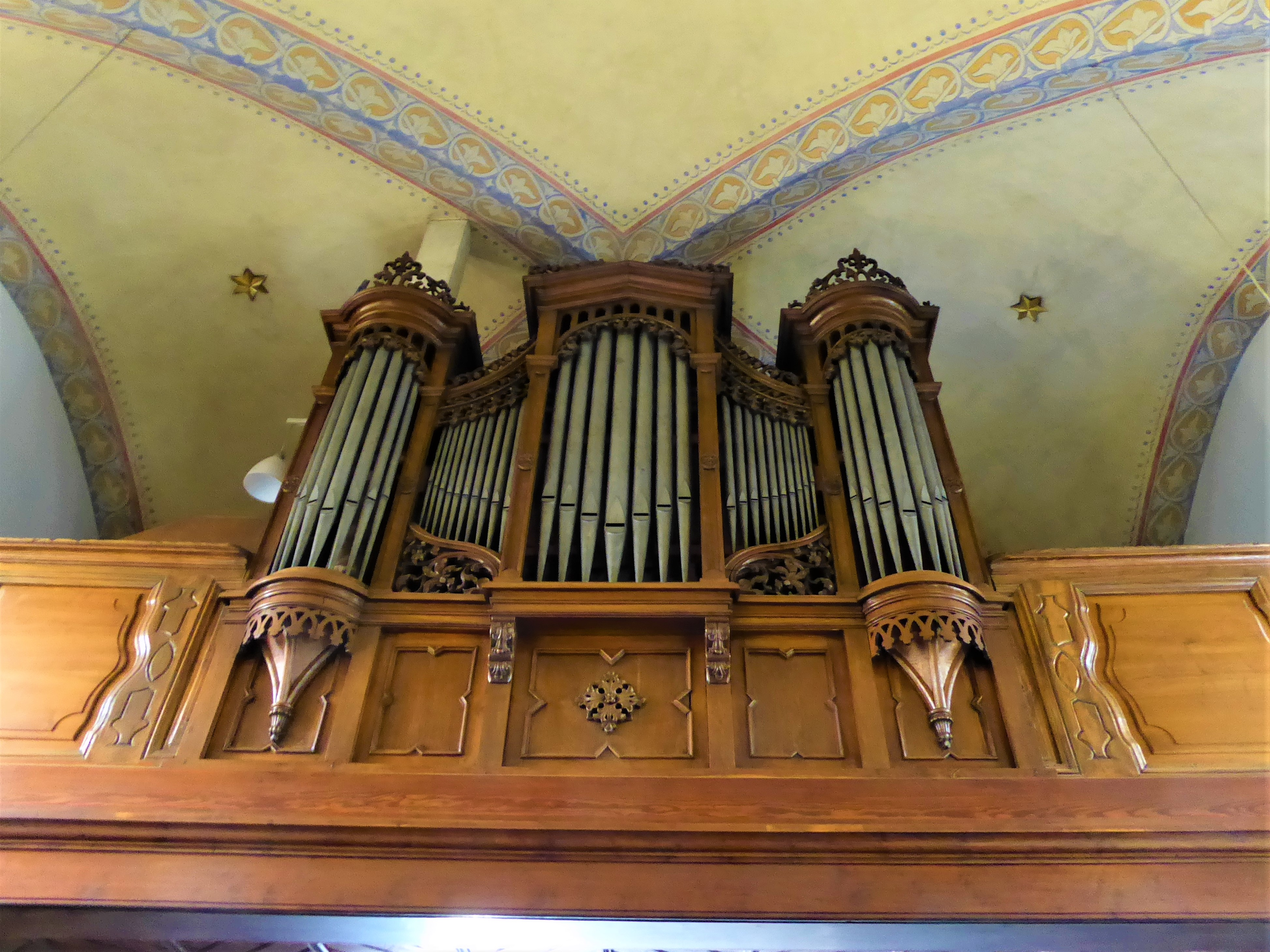
Blick zur Orgel

In der Kirche befindet sich ein neuromanischer Hochaltar mit zwei zugehörigen Nebenaltären, Beichtstuhl, Kommunionbank, Kanzel und Bänken. Die Fenster sind Werke der Künstlerin Maria Katzgrau aus dem Jahr 1952.

## Orgel
Die Orgel, die als seitenspielige Brüstungsorgel ausgeführt wurde stammt aus dem Jahr 1893 und wurde von Christian Wendt erbaut. Die Register sind auf zwei Manuale und Pedal verteilt.
Aktuell hat die Orgel folgende Disposition:
| Manual I C–g3  |    |
| Quintade       | 8′ |
| Querflöte      | 4′ |
| Oktave         | 2′ |
| Sesquialter II |    |
| Zimbel II      |    |

| Manual II C–g3 |    |
| Holzgedackt    | 8′ |
| Prinzipal      | 4′ |
| Mixtur III     |    |
| Schalmey       | 8' |

| Pedal C-d1 |       |
| Subbass    | 16′   |
| Choralbass | 4′+2' |

- Koppeln: I/II, I/P, II/P

## Glocken
| Nr. | Name | Durchmesser (mm) | Masse (kg, ca.) | Schlagton (HT-1/16) | Gießer                                                   | Gussjahr |
| 1   | –    | –                | –               | a′                  | Johannes Mark; Eifeler Glockengießerei Mark, Brockscheid | 1953     |
| 2   | –    | –                | –               | c″                  | Johannes Mark; Eifeler Glockengießerei Mark, Brockscheid | 1953     |
| 3   | –    | –                | –               | d″                  | Johannes Mark; Eifeler Glockengießerei Mark, Brockscheid | 1953     |

Motiv: Te Deum

## Pfarrer
Folgende Priester wirkten bislang als Pastor an St. Johann Baptist:
| von – bis | Name                                     |
| --------- | ---------------------------------------- |
| 1924–1940 | Franz Nacken                             |
| 1940–1950 | Everhard Tennagels                       |
| 1950–1956 | Konrad Kann                              |
| 1956–1962 | Josef Schneider                          |
| 1963–2015 | Wilhelm Maqua                            |
| 2015–2018 | Alfred Bergrath (Administrator)          |
| 2018–2021 | P. Josef Költringer OSFS (Administrator) |
| 2021–2024 | Heinz Philippen (Administrator)          |
| Seit 2024 | Hans-Otto von Danwitz                    |